# 角館

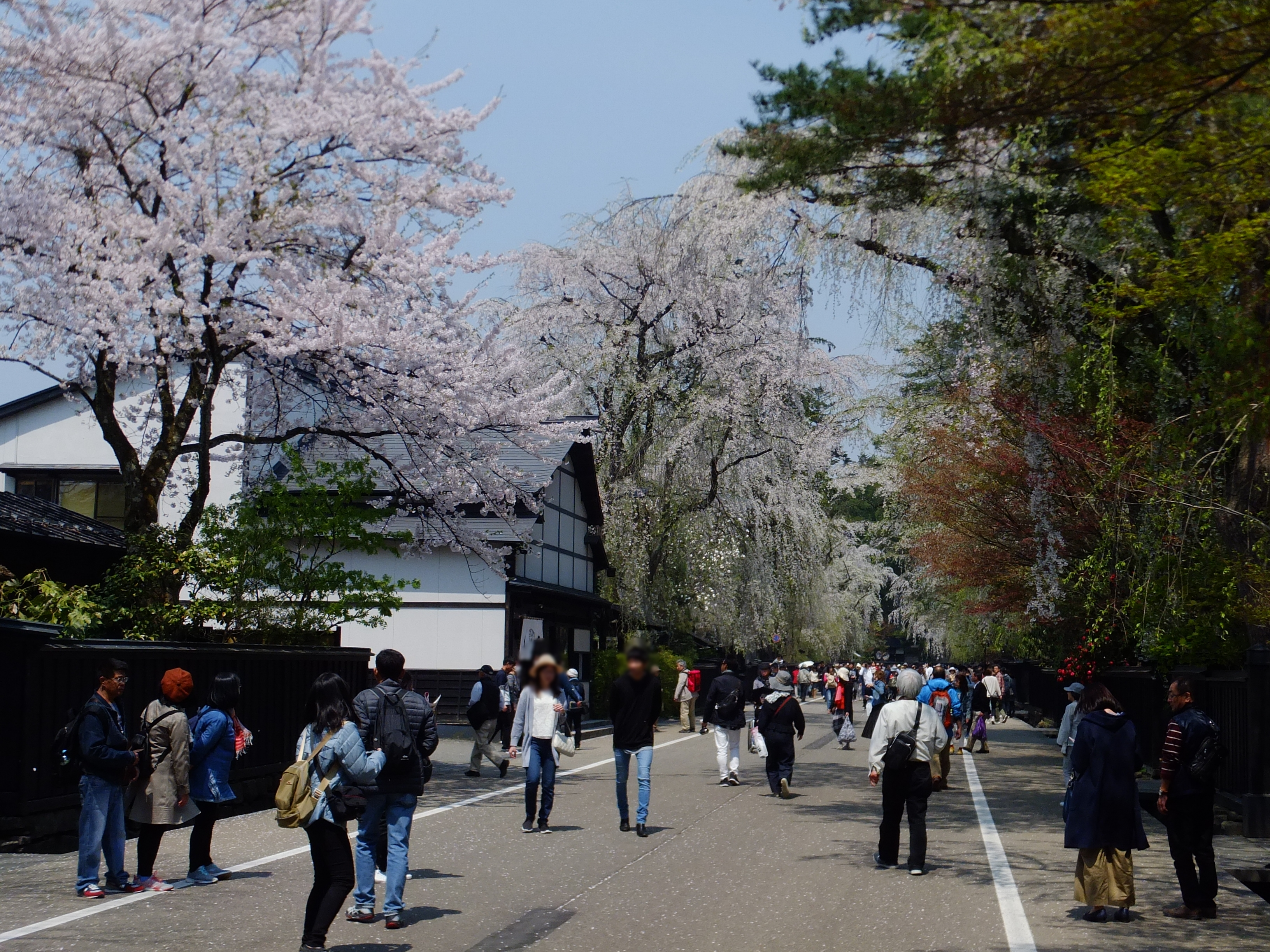
武家屋敷街道

角館（日语：／ Kakunodate */?）是日本秋田縣仙北市的一個地名，也是日本重要傳統的建造物群保存地區之一。當地因保留著江戶時代的土地區劃與武家屋敷而有「陸奧的小京都」之稱。角館在戰國時代為戶澤氏的主要根據地，關原之戰後原變成蘆名氏的領地，但因蘆名氏本家斷絕而於明曆2年（1656年）改由佐竹義隣治理，並由佐竹北家統治當地至明治維新時期。佐竹氏統治期間將京都的文化引入當地，並構成其作為城下町的風貌。現時的角館是東北地方的賞櫻勝地之一。位於各棟武家屋敷內的枝垂櫻被指定為日本的天然紀念物，種植於檜木内川河堤上的染井吉野櫻則被指定為日本名勝。